# Astronomia de raios-X

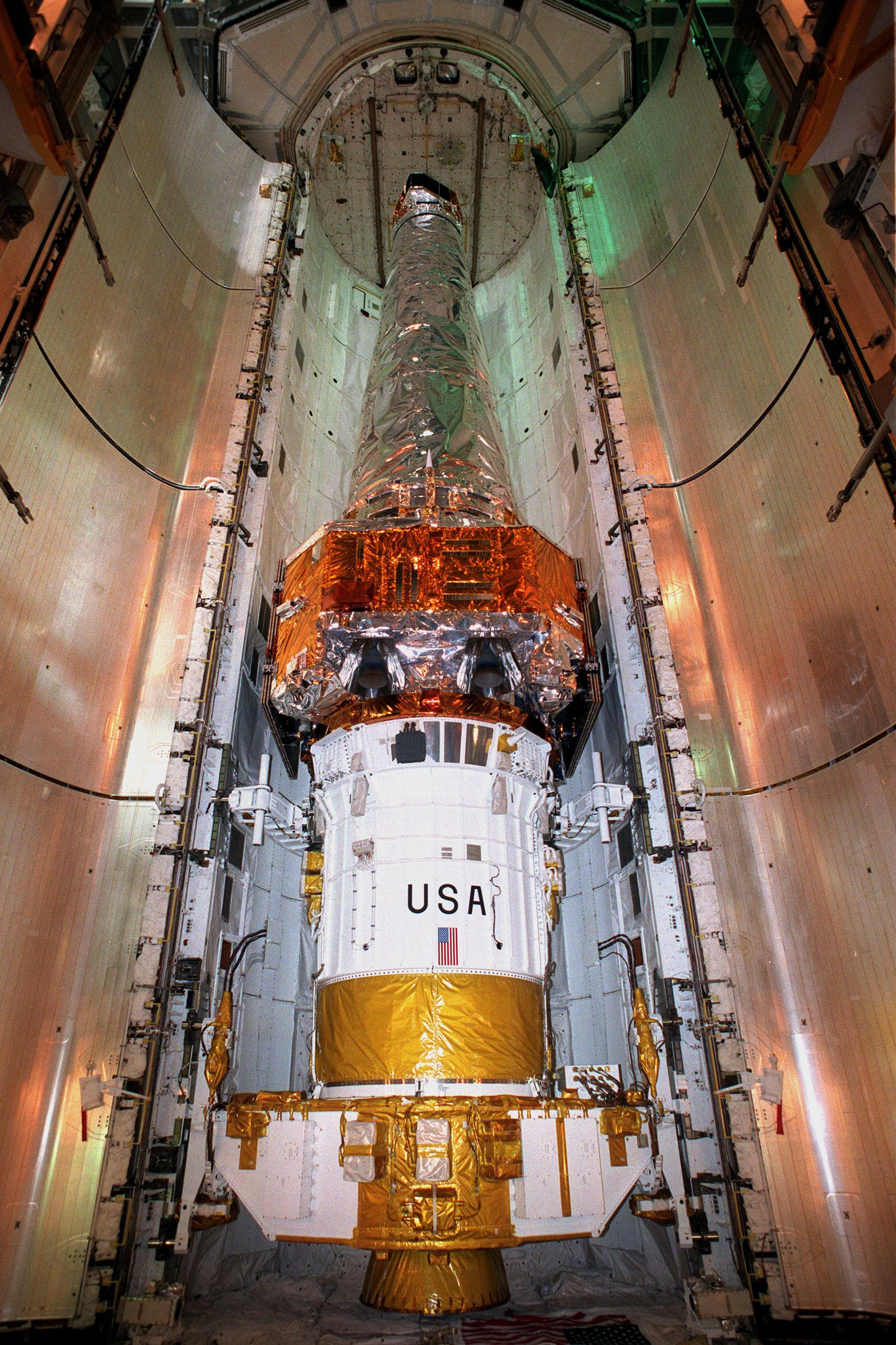
O observatório de raios-X Chandra no interior do ônibus espacial Columbia, pouco antes da partida para a missão STS-93.

A astronomia de raios-x  é o ramo da astronomia que se preocupa com a observação e detecção de raios-X emitidos por objetos celestes. Como os raios-X são absorvidos pela atmosfera terrestre, instrumentos especialmente preparados para detectar a radiação devem estar a grandes altitudes, a bordo de balões, foguetes de sondagem e satélites.
Objetos astronômicos emitem raios-X quando há matéria demasiadamente quente, entre um milhão e centenas de milhões de kelvins. Embora saiba-se desde 1942 que o Sol emite raios-X, apenas em 1962 descobriu-se uma fonte de raios-X extrassolar, chamada Scorpius X-1, descoberta pelo grupo de pesquisa liderado pelo astrofísico ítalo-americano Riccardo Giacconi, que ganhou o Prêmio Nobel de Física de 2002 pelos seus trabalhos pioneiros na astronomia de raios-X. Sabe-se atualmente que fontes de raios-X como Scorpius X-1 são estrelas compactas, como estrelas de nêutrons e buracos negros; a matéria que cai aos buracos negros é aquecida para milhões de kelvins antes de ser sugada permanentemente pelo objeto ultracompacto.
Desde então, foram descobertas milhares de outras fontes celestes de raios-X. A matéria existente entre galáxias e aglomerados de galáxias, superdiluída, também é aquecida para milhões de kelvins pela energia vinda das estrelas, emitindo, portanto, raios-X.

## História

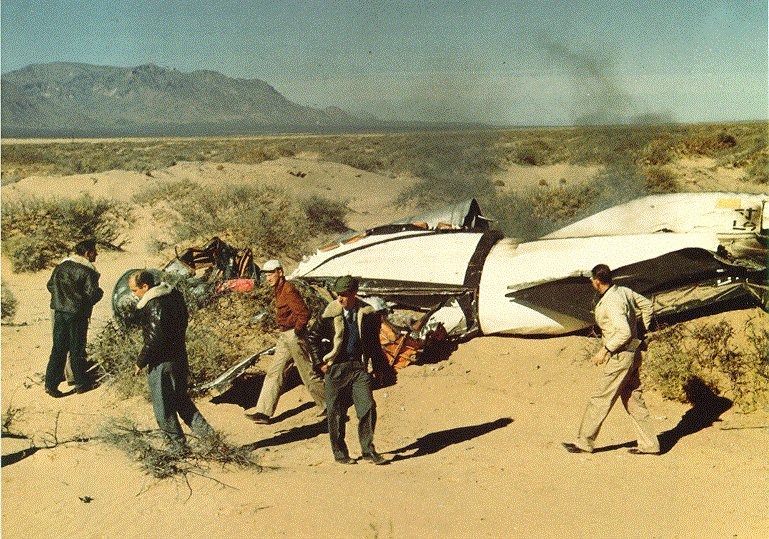
Cientistas do Laboratório de Pesquisas Navais dos Estados Unidos recuperando os instrumentos que estavam a bordo do foguete V-2 lançado em 18 de janeiro de 1951.

Em 1927, cientistas do Laboratório de Pesquisas Navais dos Estados Unidos e o Instituto Carnegie de Ciências consideraram o uso de foguetes para explorar a alta atmosfera. Dois anos mais tarde, foi proposta um programa de experimentos para a alta atmosfera, incluindo instrumentos embarcados para detectar raios ultravioleta e raios-X extraterrestres..
Evidências indiretas em 1942 concluíram que o Sol emite raios-X, mas a primeira detecção direta ocorreu apenas sete anos mais tarde, em 1949, quando um foguete V-2 com instrumentação embarcado foi lançado do Campo de Teste de Mísseis de White Sands, Estados Unidos.
Em 1965, o Goddard Space Flight Center, da NASA, inicou uma série de observações de raios-X com balões e foguetes de sondagem e, a partir da década de 1970, com satélites. Desde então, vários programas foram lançados para a observação em raios-X, como o HEAO Program, o EXOSAT, o Ginga, o Rossi X-ray Timing Explorer, o ROSAT, o Advanced Satellite for Cosmology and Astrophysics e o BeppoSAX. Dentre as missões atuais, destacam-se o X-ray Multi-Mirror, o INTEGRAL, e os americanos Swift Gamma-Ray Burst Mission e o Observatório de raios-X Chandra.

## Veículos

### Balões
A atmosfera terrestre bloqueia totalmente a incidência de raios-X na superfície. Porém, 99,997% da atmosfera está contida abaixo de 40 km de altitude. Balões meteorológicos com instrumentos a bordo são soltos com o intuito de detectar raios-X cósmicos: a essa altura a atmosfera é suficientemente rarefeita para não absorver a maior parte do espectro de raios-X, embora a radiação menos energética do que 35 keV continue sendo absorvida pelos gases atmosféricos.
Foi por meio de um balão, em 1964, que se descobriu que a Nebulosa do Caranguejo (M1) é um grande emissor de raios-X. Também foi a primeira detecção de raios-X extrassolar ocorrida na história.

Ainda se faz uso do balão meteorológico com instrumentação embarcada para a detecção de fontes celestes de raios-X, como o "telescópio centrado em altas energias", de 2005, e o "detector de raios gama e raios-X", de 1991.

### Rockoons

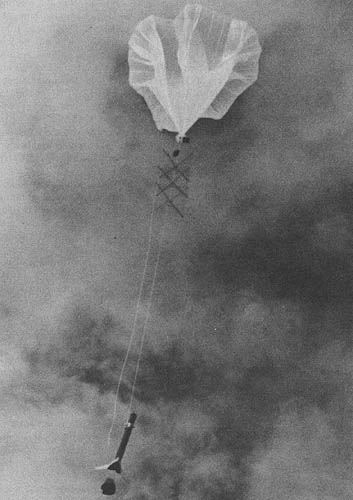
Um rockoon Deacon, lançado em julho de 1956.

Rockoon (mescla das palavras inglesas rocket (foguete) e baloon (balão) foram veículos que permitiam à instrumentação detectora de raios-X embarcada a alcançar altitudes maiores e assim detectar raios-X com maior facilidade. Um balão meteorológico com um foguete a bordo era solto e, quando atingia a altitude máxima, disparava um foguete de sondagem com a instrumentação a bordo. A altitude máxima era incrementada quando comparada à altitude máxima de um foguete de sondagem lançado a partir da superfície. Testes com rockoons foram feitos no final da década de 1940 e ao longo da década de 1950 pela Marinha dos Estados Unidos, por meio de seu Laboratório de Pesquisa Naval. Apenas raios-X solares foram detectados.

### Foguetes de sondagem
Foi a técnica mais comum de detecção de raios-X extraterrestres até a década de 1960. A instrumentação detectora era montada no bico do foguete, mas por seu limitado campo de visão e a prioridade de detecção dos raios-X solares, a primeira fonte celeste de raios-X extrassolar, Scorpius X-1, foi detectada apenas em 1962.
Embora telescópios espaciais sejam os principais detectores de raios-X cósmicos atualmente, ainda se usam foguetes de sondagem. O projeto "calorímetro quântico de raios-X", em 2008, mediu a bordo de um foguete de sondagem a intensidade dos raios-X detectados no meio interestelar.

### Satélites

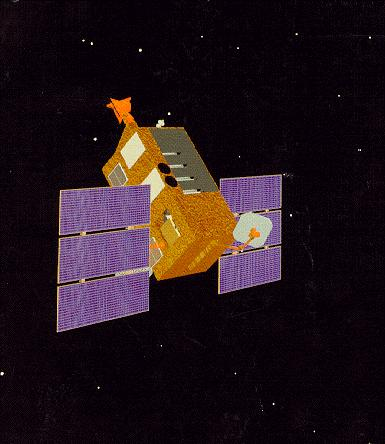
Impressão artística do satélite RXTE

Veículos na órbita terrestre necessitam altitudes maiores para não serem queimados pela atmosfera. Um detector de raios-X pode detectar todo o espectro da radiação facilmente a grandes altitudes e veículos orbitais garantem as condições de visibilidade das fontes cósmicas de raios-X. Também não apresenta as desvantagens dos outros veículos de exploração, como o reduzido tempo de observação e o limitado campo de visão.
Entre os principais satélites detectores de raios-X, destacam-se os europeus X-ray Multi-Mirror, o INTEGRAL, e os americanos Swift Gamma-Ray Burst Mission e o Observatório de raios-X Chandra.

## Instrumentação

### Telescópios e espelhos

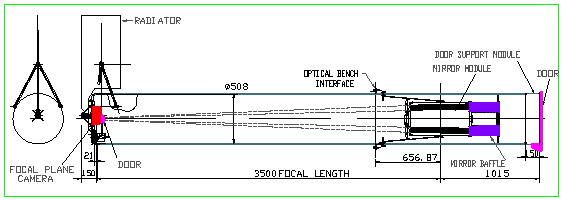
Esquema do telescópio de raios-x do Swift Gamma-Ray Burst Mission

Diferentemente de um telescópio óptico, que utiliza refração ou reflexões a grandes ângulos para otimizar a imagem, um telescópio de raios X pode refletir o raio apenas para ângulos pequenos. Isto limita consideravelmente o campo de visão do telescópio. Os espelhos internos geralmente são feitos de cerâmicas ou folhas metálicas.
O primeiro telescópio de raios-X construído foi utilizado para observar os raios-X solares, e em 1963 foi tirada a primeira astrofotografia em raios-X.

### Detectores
Vários detectores de raios-X foram projetados e configurados principalmente para a detecção energética ou para a medição do comprimento de onda do raio, limitados à tecnologia de sua época.
Diferentemente de detectores ópticos, que medem principalmente a intensidade luminosa, os detectores de raios-X contam o número de fótons recebidos durante um período para estimar a intensidade, medem sua energia (geralmente entre 0,12 a 120 keV) ou medem seu comprimento de onda (entre 0,008 e 8 nm).

## Fontes celestes de raios-X

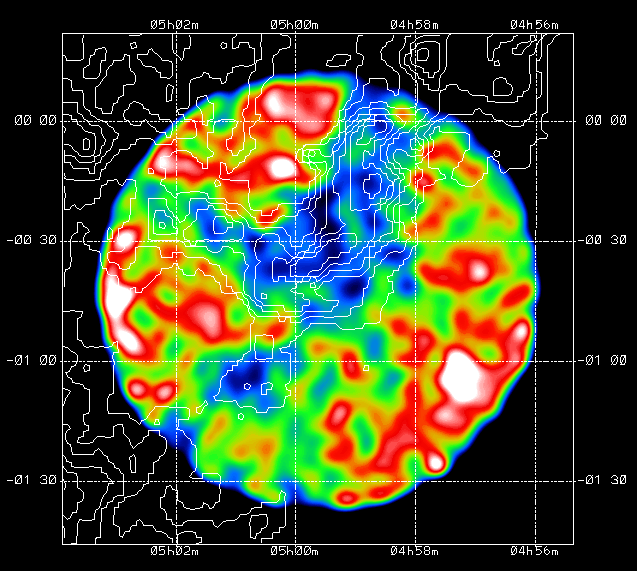
Imagem em cores falsas da distribuição da intensidade dos raios-X na superbolha de Órion-Eridanus